# 439
Năm 439 là một năm trong lịch Julius.